# Erdem Architects
Erdem Architects est un cabinet international d'architecture fondée en 1998 par les frères Sunay Erdem et Günay Erdem. Il est présent à Ankara, Istanbul et New York. Erdem Architectes est présent en architecture, urbanisme et aménagement paysager. Aujourd'hui, le cabinet d'architecture emploie environ 50 architectes travaillant sur des projets dans plus de cinq pays.

## Histoire
Sunay Erdem et Günay Erdem ont commencé à travailler ensemble à la fin des années 1990. Leur premier projet majeur a été la proposition de refonte de l'Aristotelous Redesign of the Civic Axis of Thessaloniki en 1997.